# 20 janvier 1965
Le mercredi 20 janvier 1965 est le 20e jour de l'année 1965.

## Naissances
- Chantal Gorostegui, coureuse cycliste française
- Colin Calderwood, footballeur écossais
- David Rivers, joueur de basket-ball américain
- François Daudet, pianiste français
- Greg K, bassiste américain
- Heather Small, chanteuse de musique soul anglaise
- Matthias Glasner, cinéaste
- Nestor Omar Piccoli, footballeur argentin
- Sophie Rhys-Jones, membre de la famille royale britannique

## Décès
- Alan Freed (né le 15 décembre 1921), animateur de radio
- Georg von Döhren (né le 23 mai 1884), militaire allemand
- Joaquín Hernández (né le 5 février 1933), joueur et entraîneur espagnol de basket-ball

## Événements
- Sortie du film français Le Faux Pas
- (Indonésie) : Soekarno quitte l’ONU qui a accepté la Malaisie[1].